# Son Heung-min
Son Heung-min (Koreaans: 손흥민) (Chuncheon, 8 juli 1992) is een Zuid-Koreaans voetballer die doorgaans als aanvaller speelt. Hij tekende in augustus 2025 bij Los Angeles FC, dat circa $ 26 miljoen voor hem betaalde aan Tottenham Hotspur. Son debuteerde in 2010 in het Zuid-Koreaans voetbalelftal.

## Clubcarrière

### HSV Hamburg
Son kwam op zijn zestiende naar Hamburg. In de voorbereiding op het seizoen 2010/11 maakte hij negen doelpunten. Dat leverde hem op zijn achttiende verjaardag zijn eerste professionele contract op. Nadat Son scoorde tegen Chelsea viel hij twee maanden uit met een voetblessure. Hij kwam terug op 30 oktober 2010 en maakte zijn eerste competitiedoelpunt tegen 1. FC Köln. Son was de jongste doelpuntenmaker in de Bundesliga voor HSV. Hij brak het 39 jaar oude record van Manfred Kaltz.
Son tekende een nieuw contract bij HSV, dat hem tot 2014 aan de club verbond. Door zijn prestaties in de voorbereiding op het nieuwe seizoen werd hij "de Koreaanse Müller" genoemd. Franz Beckenbauer deed er nog een schepje bovenop en noemde hem de nieuwe Cha Bum-kun, die een sensatie was in de jaren 80 bij Eintracht Frankfurt en Bayer 04 Leverkusen.
Tijdens de voorbereiding op het seizoen 2011/12 maakte Son 18 doelpunten in negen wedstrijden. Nadat hij de openingswedstrijd miste door koorts, scoorde hij tweemaal in drie wedstrijden. Op 27 augustus viel Son uit tegen 1. FC Köln met een enkelblessure. De medische staf verwachtte dat hij zes weken uitgeschakeld zou zijn, maar hij keerde al terug na drie weken. Son maakte vijf doelpunten in dertig wedstrijden, waaronder twee belangrijke tegen Hannover 96 en 1. FC Nürnberg aan het einde van het seizoen. Die doelpunten leverden belangrijke punten op voor HSV, waardoor de club uiteindelijk degradatie zou afwenden. Mladen Petrić vertrok naar Fulham FC en Paolo Guerrero naar SC Corinthians, waardoor Son het volgende seizoen een basisplaats kreeg. Hij maakte twee van zijn in totaal twaalf doelpunten in de Imtech Arena tegen landskampioen Borussia Dortmund. Op 6 en 27 oktober was Son ook trefzeker tegen SpVgg Greuther Fürth en FC Augsburg.

### Bayer Leverkusen
Op 13 juni 2013 werd bekend dat Son voor tien miljoen aan Bayer 04 Leverkusen werd verkocht. Op 9 november maakte Son zijn eerste doelpunt voor Bayer Leverkusen in een wedstrijd tegen zijn voormalige werkgever, Hamburger SV: 5–3. Met Bayer speelde hij in de seizoenen 2013/14 en 2014/15 in de UEFA Champions League. In de laatstgenoemde editie was hij in de tien wedstrijden van Bayer Leverkusen vijfmaal trefzeker. Op 4 november 2014 maakte Son in de groepswedstrijd uit tegen Zenit Sint-Petersburg beide doelpunten (1–2 winst).

### Tottenham Hotspur
Son tekende in augustus 2015 een contract tot medio 2020 bij Tottenham Hotspur, de nummer vijf van de Premier League in het voorgaande seizoen. Dat betaalde circa € 30 miljoen voor hem aan Bayer Leverkusen. Hij debuteerde voor de 'Spurs' op 13 september in het Premier League-duel met Sunderland. De wedstrijd werd met 1-0 gewonnen. Zijn eerste twee doelpunten voor de club scoorde hij vier dagen later tegen Qarabağ in de Europa League. Hij scoorde de 1-1 en de 2-1. Weer drie dagen later scoorde hij ook voor het eerst in de Premier League. In de eerste wedstrijden van het seizoen die volgde speelde Son nog niet mee door zijn deelname aan de Olympische Spelen. Toen hij weer speelde, maakte hij gelijk twee doelpunten tegen Stoke City. Tottenham speelde in dat seizoen ook in de Champions League, Son scoorde tegen CSKA Moskou. De Zuid-Koreaan werd de Premier League Player of the Month voor de maand september met vier doelpunten en een assist in drie wedstrijden. Hij werd daarmee de eerste Aziaat die die titel kreeg. Op 12 maart 2017 scoorde Son zijn eerste hattrick voor Tottenham Hotspur, in het FA Cup-duel tegen Millwall FC. Hij werd de enige speler die de titel 'Premier League Player of the Month' twee keer won in het seizoen 2016/17 nadat hij die titel kreeg voor april.
In het seizoen 2017//18 scoorde Son Heung-Min in de thuiswedstrijd tegen Crystal Palace het enige doelpunt van de wedstrijd. Het was zijn 20e Premier League-doelpunt waarmee hij Aziatisch topscorer werd in de Premier League, hij verbrak het record van Park Ji-Sung. Hij eindigde dat seizoen op een gedeelde tiende plaats in de topscorerslijst van de Premier League met twaalf doelpunten. Hij werd de eerste Aziaat die het lukte om in deze top tien terecht te komen. Op 20 juli 2018 tekende Son een nieuw contract bij Tottenham Hotspur tot 2023. Hij scoorde op 24 november tegen het toen nog ongeslagen Chelsea in een 3-1 winst. Dat doelpunt werd het doelpunt van de maand in de Premier League. Son werd gekozen als 'London's Premier League Player of the Year' bij de 'London Football Awards'. Op 3 april 2019 speelde Tottenham Hotspur haar eerste wedstrijd in het nieuwe Tottenham Hotspur Stadium tegen Crystal Palace. Son Heung-Min was de eerste speler die scoorde in het stadion. Hij scoorde ook het eerste Europese doelpunt in dat stadion, tegen Manchester City in de kwartfinale van de Champions League. In de terugwedstrijd scoorde Son ook twee keer waardoor Son er mede voor zorgde dat Tottenham zich voor het eerst kwalificeerde voor de halve finales van de Champions League.
Wegens de COVID-19-pandemie werd de Premier League geschorst. Daardoor werd op 6 april 2020 bekendgemaakt dat Son in dienstplicht ging voor het Zuid-Koreaanse leger. Na twee weken in quarantaine te zijn geweest bij zijn terugkeer in Zuid-Korea, was Son drie weken dienstplichtig voor het marinekorps op het Jeju Eiland.

## Clubstatistieken
| Seizoen | Club              | Competitie        | Competitie | Competitie | Competitie | Beker | Beker | Beker | Europees | Europees | Europees | Totaal | Totaal | Totaal |
| Seizoen | Club              | Competitie        | Wed.       | Goa.       | Ass.       | Wed.  | Goa.  | Ass.  | Wed.     | Goa.     | Ass.     | Wed.   | Goa.   | Ass.   |
| ------- | ----------------- | ----------------- | ---------- | ---------- | ---------- | ----- | ----- | ----- | -------- | -------- | -------- | ------ | ------ | ------ |
| 2009/10 | Hamburger SV II   | Regionalliga Nord | 6          | 1          | 0          | –     | –     | –     | –        | –        | –        | 6      | 1      | 0      |
| 2010/11 | Hamburger SV      | Bundesliga        | 13         | 3          | 0          | 1     | 0     | 0     | –        | –        | –        | 14     | 3      | 0      |
| 2011/12 | Hamburger SV      | Bundesliga        | 27         | 5          | 1          | 3     | 0     | 0     | –        | –        | –        | 30     | 5      | 1      |
| 2012/13 | Hamburger SV      | Bundesliga        | 33         | 12         | 2          | 1     | 0     | 0     | –        | –        | –        | 34     | 12     | 2      |
| 2013/14 | Bayer Leverkusen  | Bundesliga        | 31         | 10         | 4          | 4     | 2     | 1     | 8        | 0        | 2        | 43     | 12     | 7      |
| 2014/15 | Bayer Leverkusen  | Bundesliga        | 30         | 11         | 3          | 2     | 1     | 0     | 10       | 5        | 1        | 42     | 17     | 4      |
| 2015/16 | Bayer Leverkusen  | Bundesliga        | 1          | 0          | 0          | –     | –     | –     | 1        | 0        | 0        | 2      | 0      | 0      |
| 2015/16 | Tottenham Hotspur | Premier League    | 28         | 4          | 1          | 5     | 1     | 1     | 7        | 3        | 3        | 40     | 8      | 5      |
| 2016/17 | Tottenham Hotspur | Premier League    | 34         | 14         | 6          | 5     | 6     | 1     | 8        | 1        | 0        | 47     | 21     | 7      |
| 2017/18 | Tottenham Hotspur | Premier League    | 37         | 12         | 6          | 9     | 2     | 5     | 7        | 4        | 0        | 53     | 18     | 11     |
| 2018/19 | Tottenham Hotspur | Premier League    | 31         | 12         | 6          | 5     | 4     | 2     | 12       | 4        | 1        | 48     | 20     | 9      |
| 2019/20 | Tottenham Hotspur | Premier League    | 30         | 11         | 10         | 5     | 2     | 0     | 6        | 5        | 1        | 41     | 18     | 11     |
| 2020/21 | Tottenham Hotspur | Premier League    | 37         | 17         | 10         | 5     | 1     | 4     | 9        | 4        | 3        | 51     | 22     | 17     |
| 2021/22 | Tottenham Hotspur | Premier League    | 35         | 23         | 7          | 6     | 0     | 0     | 4        | 1        | 1        | 45     | 24     | 8      |
| 2022/23 | Tottenham Hotspur | Premier League    | 36         | 10         | 6          | 3     | 2     | 0     | 8        | 2        | 0        | 47     | 14     | 6      |
| 2023/24 | Tottenham Hotspur | Premier League    | 35         | 17         | 10         | 1     | 0     | 0     | –        | –        | –        | 36     | 17     | 10     |
| 2024/25 | Tottenham Hotspur | Premier League    | 30         | 7          | 10         | 6     | 1     | 1     | 10       | 3        | 1        | 46     | 11     | 12     |
| Totaal  | Totaal            | Totaal            | 474        | 169        | 82         | 61    | 22    | 15    | 90       | 32       | 13       | 625    | 223    | 110    |

Bijgewerkt tot en met 22 mei 2025.

## Interlandcarrière
Son maakte tijdens het Aziatisch kampioenschap 2011 zijn eerste doelpunt voor Zuid-Korea tegen India. Sons vader verzocht de Zuid-Koreaanse voetbalbond zijn zoon niet meer op te roepen voor de komende interlands, zodat hij zich volledig kon concentreren op zijn ontwikkeling bij HSV. Cho Kwang-rae, de bondscoach van Zuid-Korea, reageerde hierop dat Son altijd zou opgeroepen worden wanneer nodig. Hij speelde met Zuid-Korea op het wereldkampioenschap 2014 in Brazilië (basisplaats in de drie groepsduels, doelpunt in de verloren wedstrijd tegen Algerije) en het Aziatisch kampioenschap 2015, die in de finale van gastland Australië werd verloren. In de blessuretijd maakte Son de gelijkmaker, waarna James Troisi in de vijftiende minuut van de verlenging de Australiërs alsnog naar de winst schoot. Son kwam eveneens uit op de WK-eindronde 2018 in Rusland, waar de selectie onder leiding van bondocach Shin Tae-yong in de groepsfase werd uitgeschakeld. De ploeg verloor van achtereenvolgens Zweden (0-1) en Mexico (1-2), maar won in het afsluitende groepsduel verrassend met 2-0 van titelverdediger Duitsland, waardoor Die Mannschaft eveneens de koffers kon pakken. Son speelde als basisspeler mee in alle drie de groepswedstrijden en scoorde tegen Duitsland in de blessuretijd. Op het WK 2022 in Qatar lukte het hem met Zuid-Korea de groepsfase te overleven.

## Erelijst

### Clubniveau
| Competitie         | Aantal            | Jaren             |
| Tottenham Hotspur  | Tottenham Hotspur | Tottenham Hotspur |
| ------------------ | ----------------- | ----------------- |
| UEFA Europa League | 1x                | 2024/25           |

### Nationaal team
| Competitie          | Winnaar             | Winnaar             | Runner-up           | Runner-up           | Derde               | Derde               |
| Competitie          | Aantal              | Jaren               | Aantal              | Jaren               | Aantal              | Jaren               |
| Zuid-Korea onder 23 | Zuid-Korea onder 23 | Zuid-Korea onder 23 | Zuid-Korea onder 23 | Zuid-Korea onder 23 | Zuid-Korea onder 23 | Zuid-Korea onder 23 |
| ------------------- | ------------------- | ------------------- | ------------------- | ------------------- | ------------------- | ------------------- |
| Aziatische Spelen   | 1x                  | 2018                |                     |                     |                     |                     |

Individueel
- Zuid-Koreaans Speler van het Jaar: 2013, 2014, 2017, 2019, 2020, 2021 en 2022.